# Det Danske Luftfartselskab

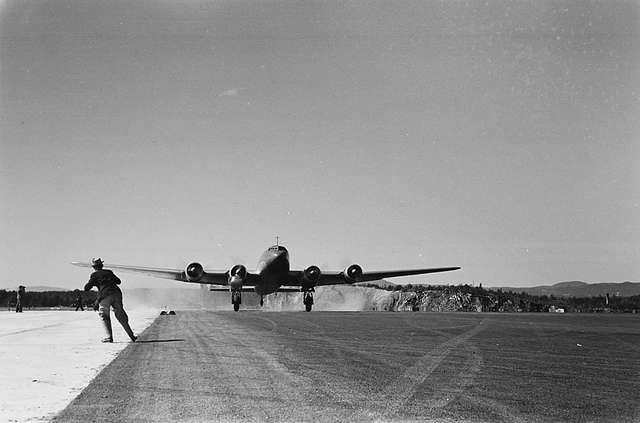
Focke-Wulf Fw 200 linii DDL startuje z lotniska Fornebu w Oslo (1939)

Det Danske Luftfartselskab (DDL - Danish Air Lines) – nieistniejące duńskie linie lotnicze. Linia istniała w latach 1918–1950.
Zostały założone w 29 października 1918, ale pierwszy lot odbył się 7 sierpnia 1920 roku. Pierwszym samolotem jaki używano był Friedrichshafen FF.49 zakupiony od niemieckich linii Deutsche Luft-Reederei. 
Później korzystano z maszyn Airco DH.9, Junkers F 13, a także Dornier, Farman, Fokker. W latach 20. uruchomiono loty do Amsterdamu, Londynu i Paryża. Pod koniec lat 30. zakupiono egzemplarze Focke-Wulf Fw 200.
W roku 1946 linie DDL weszły w skład koncernu SAS Group.